# Peristylus commersonianus
Peristylus commersonianus är en orkidéart som beskrevs av John Lindley. Peristylus commersonianus ingår i släktet Peristylus och familjen orkidéer.
Artens utbredningsområde är Réunion. Inga underarter finns listade i Catalogue of Life.